# Bolet

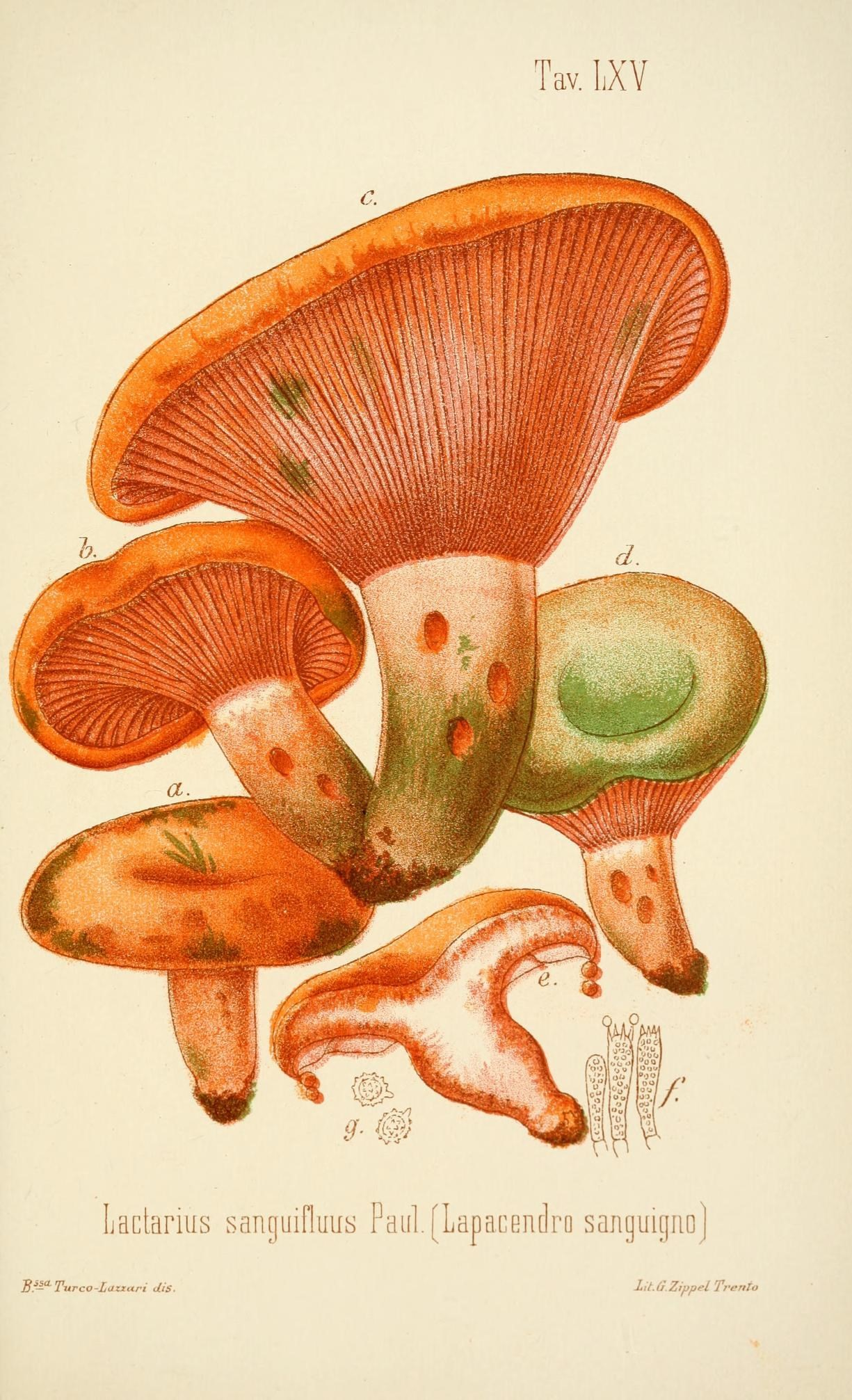
Bolet

Un bolet és l'aparell esporífer (carpòfor) visible de diversos fongs superiors, i en representa l'aparell reproductor. La tipologia més familiar, que pertany a alguns ordres de la divisió dels basidiomicots, consta d'un casquet esfèric que s'anomena barret o capell (pileus), sostingut per una cama o peu (estípit). És la part visible dels fongs que viuen en el sòl.
Els bolets són heteròtrofs, ja que per a nodrir-se i tenir energia necessiten la matèria orgànica produïda per altres organismes. Això inclou una nutrició sapròfita o una micorriza amb una planta. Solen créixer en la humitat que els proporciona l'ombra dels arbres, però també en qualsevol ambient humit i amb poca llum. Algunes espècies són comestibles i unes altres són verinoses i, fins i tot, n'existeixen diverses amb efectes psicotròpics. S'han descrit més de 14.000 espècies de bolets.

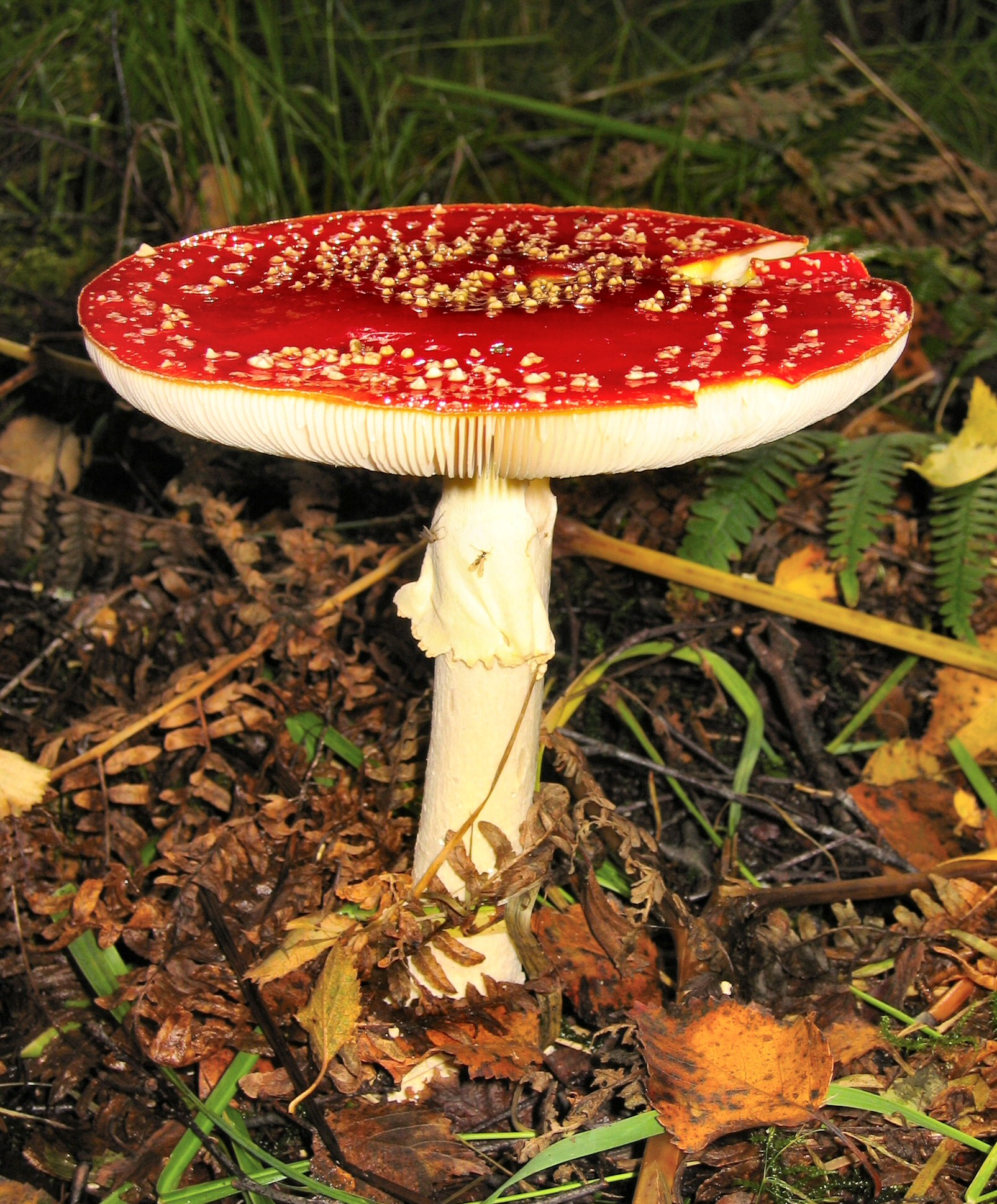
Amanita muscaria

## Estructura

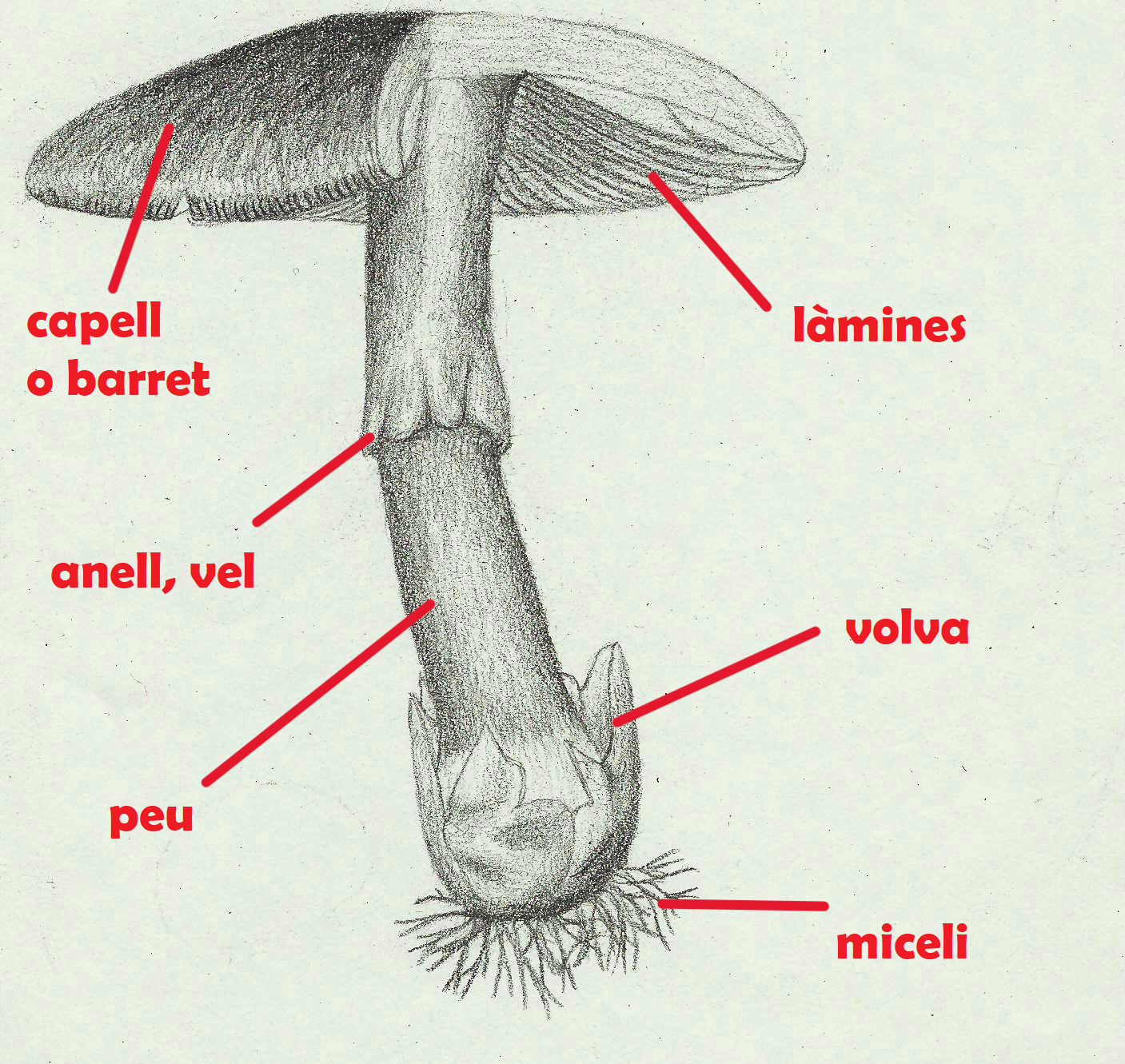
Les parts del bolet

### Capell
La seva mida varia notablement, des de tenir pocs mil·límetres en algunes espècies fins a assolir en d'altres els 30 cm. És difícil crear un estàndard, ja que la seva forma també és molt variada, però acostuma a assemblar un paraigua que compleix amb la seva utilitat: d'aixopluc de l'himeni. Quan és jove sol estar tancat al voltant del peu. Algunes espècies poden canviar diverses vegades de forma i de color a mesura que augmenta la seva edat. La pell que el cobreix s'anomena cutícula i pot presentar diversos aspectes, com per exemple arrugues, esquerdes, de consistència envellutada o coberta per escames. Els bolets poden tenir ornamentacions molt variades com pics, berrugues, dibuixos... Poden ser brillants o mats, secs o humits al tacte. La vora del barret pot ser estriada, llisa, enrotllada, acanalada. 
Totes aquestes dades poden ser útils per a identificar els bolets.
Aquestes són les formes principals de capell: 
| Semiesfèric | Ovoide           | Ondulat   | Amb forma d'embut | Convex        | Cònic obtús  | Cònic agut |
| Cilíndric   | Aplanat deprimit | Acampanat | Acampanat cònic   | Umbonat obtús | Umbonat agut |            |

## Gastronomia

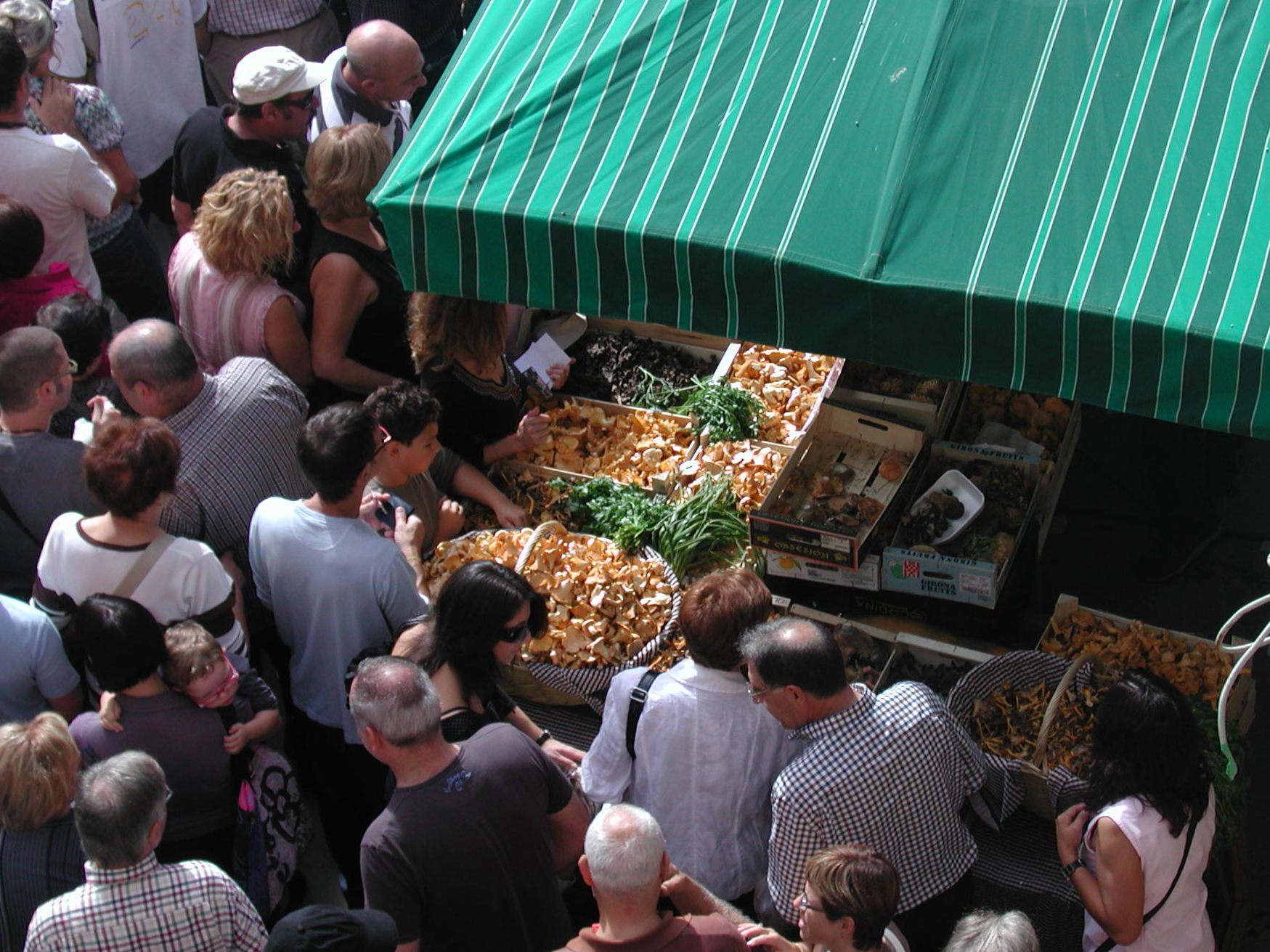
Fira del Bolet de Llagostera

Moltes espècies de bolets són comestibles i s'utilitzen tradicionalment a la cuina catalana, una de les més micòfagues. Peò moltes altres espècies són verinoses i poden produir greus lesions, fins i tot la mort. En alguns casos, un petit tros de bolet pot fer caure malalta una persona, com és el cas d'algunes Amanita (malgrat això, entre les Amanita també n'hi ha de molt comestibles). En alguns casos, els bolets verinosos són molt semblants als comestibles, com les russules, si bé aquestes no són gaire verinoses i són fàcils de detectar pel seu mal gust, molt picant. També hi ha espècies verinoses molt semblants a altres comestibles entre els Lactarius. 
Algunes espècies no són verinoses, però tot el bolet, o una part, és massa llenyós per ser comestible.

Altres bolets també s'han usat tradicionalment amb finalitats medicinals. Actualment, s'està investigant amb finalitats terapèutiques l'ús de diverses substàncies químiques obtingudes de bolets.

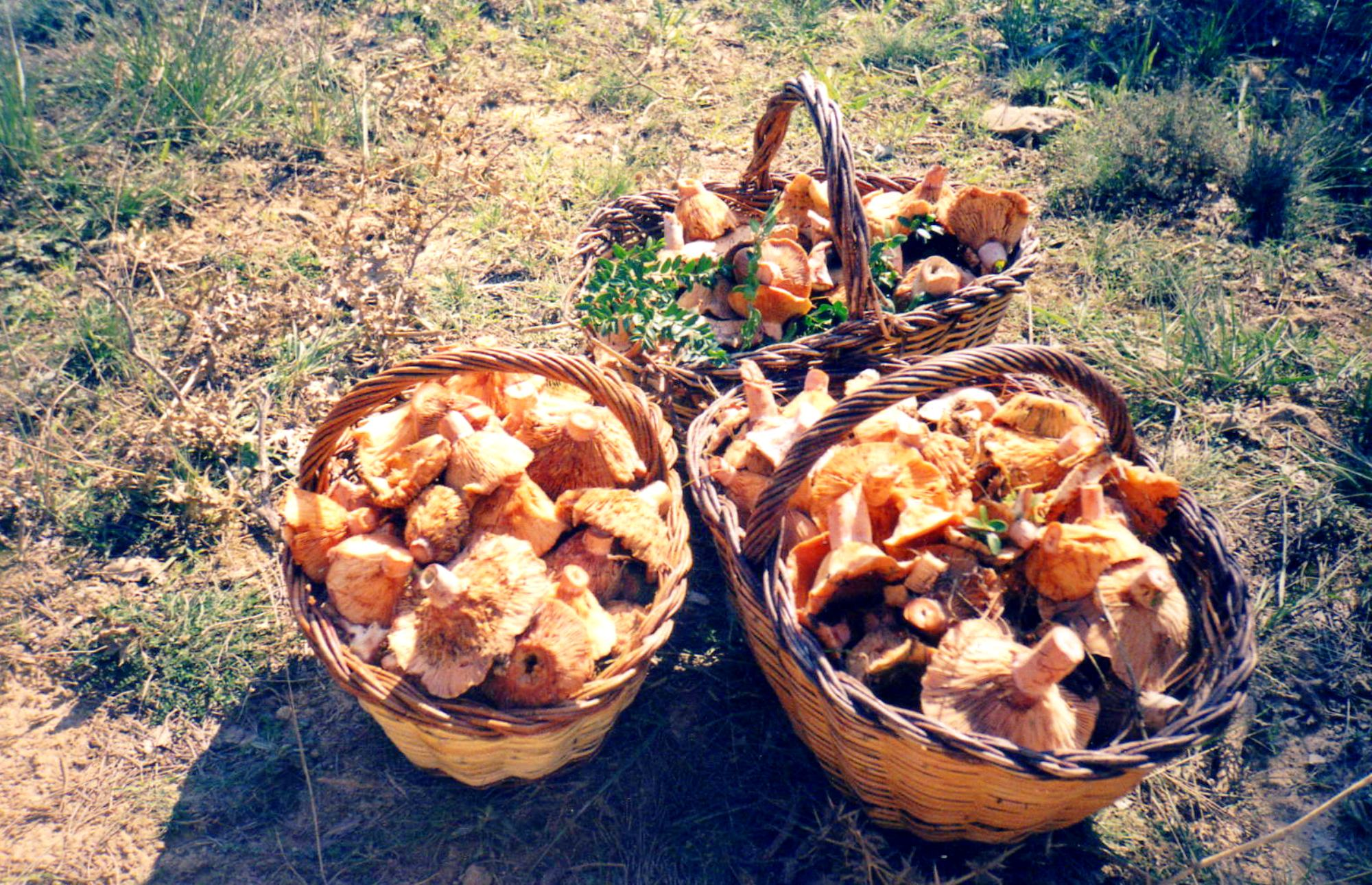
Cistells de rovellons, que s'utilitzen tradicionalment a la cuina catalana

### Nutrició
Els bolets impulsen el sistema de defenses, estimulen l'activitat cerebral i, pel seu alt contingut en iode, revitalitzen l'organisme.

## Espècies de bolets
A les Balears i a part del País Valencià, s'usa de forma popular el mot esclata-sangs (corresponent al Lactarius sanguifluus) per a designar bolets comestibles i, quan no són menjables, esclatabufes. El nom de pebràs s'utilitza sovint per al Lactarius piperatus, o per a la Russula delica, puix que pica com el pebre, encara que el mot també s'usa per a altres bolets. A Menorca, s'utilitza el terme pebrada o pixacans (el terme pixacà també és utilitzat a Mallorca) per a designar els bolets que no es mengen. Normalment s'aplica als bolets del gènere Suillus, mentre que a Eivissa, el terme pebràs (pronunciat "pabràs") també es fa servir per a molts bolets (especialment als Russulae), si bé el nom popular de pebrassos fa referència més sovint, en el cas de Mallorca i Eivissa, als rovellons (Lactarius sanguifluus). A Catalunya, es fa servir el terme pinetell per al Lactarius deliciosus i cep per al Boletus edulis. A la comarca de la Llitera el nom utilitzat per a designar els bolets no comestibles és pixagós, i és rovelló (per la similitud que tenen amb el veritable rovelló) el nom emprat per a tots els Lactarius comestibles.
A continuació, hi ha una llista d'algunes de les espècies de bolets més habituals a les terres de parla catalana.

### Bolets comestibles
- Abró de bedoll
- Abró vermell
- Alzinoi
- Amanita rubescent (amb precaucions)
- Apagallums[4]
- Apagallums de cama blanca
- Bola de neu anisada
- Bola de neu de bosc
- Bolet de noguer
- Bromosa
- Cama de perdiu
- Camagroc
- Cama-sec
- Camperol dels carrers
- Cassoleta taronja
- Cortinari gros
- Cualbra retgera
- Farinera
- Fetge de vaca
- Fetjó
- Flammulina
- Fredolic
- Fredolic gros
- Greixa d'avet
- Lleterola roja
- Lleterol de bedoll (amb precaucions)
- Llora blanca
- Maneta arrissada
- Mataparent de cama roja
- Moixernó
- Molleric clapat
- Molleric granellut
- Pampa
- Pampeta
- Pebrassa vellutada
- Pentinella rosada
- Pinetell
- Pinetell de calceta
- Reig
- Rossinyol
- Rovelló
- Siureny
- Tòfona negra
- Verderol anisat
- Xampinyó

### Bolets no comestibles
- Bola de neu pudent
- Bolet de greix
- Bolet de pi
- Bolet de soca vellutat
- Bolet de soca versicolor
- Cogoma groga
- Cogoma verda
- Cortinari rutilant
- Farinera borda
- Fredolic gros bord
- Inocibe
- Mataparent amarg
- Mataparent de satanàs
- Nematoloma rogenc
- Pebràs lleter de riberada
- Pinetell bord
- Pipa
- Reig de fageda
- Verderol
- Cabra (grup de bolets)

## El bolet a la cultura
Segons el lloc es parla d'anar a buscar, caçar, cercar, aplegar, collir o mirar bolets.
A part dels seus usos gastronòmics, hi ha bolets amb propietats farmacològiques o psicotròpiques com ara la psilocibina, la psilocina o el muscimol.
Apareixen també en la cultura popular, ja que són la casa dels barrufets o d'alguns gnoms. També tenen un paper primordial en els videojocs de Super Mario Bros, ja que el fan créixer i aguantar més danys dels enemics. Aquest joc ha fet que el bolet aparegui en molts logotips de marques pensades per als joves.